# Nei Monggol (planetka)
(2355) Nei Monggol je planetka v hlavním pásu asteroidů, objevená 30. října 1978 na Purple Mountain Observatory v Číně. Předběžné označení bylo 1978 UV1. Planetka nese název podle autonomní oblasti Vnitřní Mongolsko při severní hranici Číny. Její průměr činí 17 km.